# I frati rossi
I frati rossi è un film del 1988 diretto da Gianni Martucci.

## Trama
Un aristocratico, proprietario di un maniero medievale, sposa una ragazza molto giovane e ingenua e la porta a vivere nel castello, bellissimo e suggestivo di giorno, abbastanza cupo e inquietante di notte. La sposina scopre presto il ritratto di un'antenata del marito che praticamente è la sua sosia. E scopre anche, un po' più tardi, che la donna era stata al centro di una cupa vicenda destinata a ripetersi.

## Produzione
Prima di dirigere I frati rossi, Gianni Martucci ebbe una sporadica carriera nel mondo del cinema, realizzando soltanto cinque film tra il 1972 e il 1988. I suoi lavori seguirono principalmente le tendenze dei film italiani, come la sceneggiatura del giallo di Alfonso Brescia, Ragazza tutta nuda assassinata nel parco, pellicole erotiche, polizieschi e slasher come Trhauma. Il suo ultimo film è stato I frati rossi, in cui tentò di rivitalizzare il genere gotico. La pellicola era rivolta ai mercati esteri, motivo che spinse il produttore Pino Buricchi a inserire inizialmente il nome del regista Lucio Fulci come supervisore agli effetti speciali. Martucci dichiarò di non aver mai visto Fulci sul set, anche se quest'ultimo accettò di farsi accreditare a titolo Lucio Fulci Presents, in quanto i distributori desideravano un nome più famoso con cui vendere il film oltreoceano.
Il film è stato girato a Villa Giovanelli Fogaccia a Roma. Martucci disse che c'era qualche difficoltà a girare lì poiché il principe Giovanelli si sarebbe spesso svegliato durante le riprese per prendersela con la troupe. Tuttavia la villa risultò appropriata dal momento che Giovanelli occupava unicamente un'ala del castello, che aveva un aspetto distinto simile a quello di una fortezza, mentre le parti non abitate erano vicine a uno stato di abbandono che si adattava al film. Altro edificio utilizzato per le riprese è stato Forte Portuense, sempre a Roma.

## Distribuzione
I frati rossi è stato distribuito nei cinema italiani il 24 agosto 1988.

### Home video
Il film è uscito in videocassetta con la copertina che recitava Un film di Lucio Fulci. Fulci stesso ha minacciato causa legale, costringendo la casa di distribuzione ad adottare un adesivo sulla copertina di ogni VHS che riportava correttamente Martucci come regista. In seguito alcune fonti hanno comunque continuato ad attribuire la regia del film a Fulci.